# Брадикинин

Структура брадикинина

Брадикинин — пептид, расширяющий кровеносные сосуды и потому снижающий артериальное давление. Ингибиторы АПФ, которые используются для снижения артериального давления, повышают уровень брадикинина. Брадикинин воздействует на кровеносные сосуды, высвобождая простациклин, оксид азота(II).
Состав брадикинина: Apг-Про-Про-Гли-Фен-Сер-Про-Фен-Apг.
Брадикинин — это физиологически и фармакологически активный пептид из кининовой группы белков, состоящий из девяти аминокислот.
Считается, что брадикинин является основным фактором, обеспечивающим болевую чувствительность, являясь плазменным алгогеном.
Брадикинин открыт в 1948 году коллективом бразильских учёных, руководил которым М. Роша э Силва, они же исследовали свойства пептида, включая гипотензивные.
Пространственная структура брадикинина была теоретически рассчитана группой учёных под руководством Станислава Галактионова в середине 1970-х годов в Минске. Экспериментальное исследование в лаборатории Института биоорганической химии АН СССР впоследствии подтвердило точность этих расчётов.

## Метаболизм
В человеческом организме брадикинин разрушается тремя ферментами: ангиотензинпревращающим ферментом 2, аминопептидазой P, карбоксипептидазой N, которые расщепляют связи 7-8, 1-2 и 8-9 соответственно.

## Побочные эффекты и выявленная активность
Повышением концентрации брадикинина обусловлены основные побочные эффекты ингибиторов АПФ (ИАПФ) — сухой кашель, потеря обоняния. В тяжёлых случаях это может привести к ангионевротическому отёку (отёк Квинке) и удушью. Рефлекторный кашель является частой причиной отмены ингибиторов АПФ в лечении гипертонии.
У лиц африканского происхождения риск ангионевротического отека, вызванного ингибиторами АПФ, увеличивается до пяти раз из-за наследственных предрасполагающих факторов риска, таких как наследственный ангионевротический отёк. 
Брадикинины участвуют во многих процессах прогрессирования рака. Повышенный уровень брадикининов в результате использования ингибитора АПФ повышает риск рака лёгких. Брадикинины участвуют в пролиферации и миграции клеток при раке желудка, а антагонисты брадикинина были исследованы как противораковые агенты.

## Брадикининовый шторм в течениеCOVID-19
Группа учёных при изучении механизмов течения коронавирусного  заболевания обратила внимание на работу гормональной системы регулирования кровяного давления (РААС). Поскольку коронавирус прикрепляется к ангиотензин-рецептору на поверхности клетки и увеличивает синтез АПФ2, попадая с помощью этой молекулы в клетку, это вызывает значительное увеличение концентрации брадикинина (брадикининовый шторм) и критические осложнения.:
1. неадекватное расширение сосудов, слабость, утомляемость, нарушения ритма сердца;
2. увеличение проницаемости сосудов, что приводит к росту миграции иммунных клеток и усилению воспаления;
3. усиление синтеза гиалуроновой кислоты (в том числе, в легких), которая вместе с тканевой жидкостью образует гидрогель в просвете альвеол, вызывая проблемы с дыханием и обусловливая неэффективность ИВЛ;
4. потенциальное увеличение концентрации тканевого активатора плазминогена, с ростом риска кровотечений;
5. потенциальное повышение проницаемости гематоэнцефалического барьера , вызывающее неврологическую симптоматику (нарушение когнитивных функций)[16].

## Ингибиторы брадикинина
В настоящее время ингибиторы (антагонисты) брадикинина, такие, как икатибант,  разрабатываются как потенциальные средства лечения наследственного ангионевротического отёка. Применяются также продектин или пармидин.
Из исследований на животных давно известно, что бромелайн — вещество, получаемое из стеблей и листьев ананаса, подавляет отёчность при травмах, вызванную высвобождением брадикинина в кровоток и ткани. Другими ингибиторами брадикинина являются алоэ и полифенолы — вещества, содержащиеся в красном вине и зелёном чае. 